# Francesco Camillo VII Massimo
Francesco Massimo, IV marchese di Roccasecca, noto anche come Camillo VII (Roma, 27 settembre 1730 – Napoli, 20 febbraio 1801), è stato un nobile, diplomatico e dignitario pontificio italiano.

## Biografia
Apparteneva alla nota famiglia romana la cui origine una inverosimile genealogia fa risalire alla Gens Fabia dell'antica Roma; suo padre era il marchese Filippo (1684-1735) e sua madre Isabella Fiammetta Soderini (1699-1744). Francesco è ricordato negli atti pubblici col nome di «Camillo VII» in quanto tutti i primogeniti maschi della famiglia Massimo sottoscrivevano gli atti pubblici non col proprio nome di battesimo, ma con quello di «Camillo», in ricordo di Camillo Massimo (1577-1640), primo istitutore del fedecommesso di primogenitura. Orfano dei genitori in età infantile, ebbe come tutore uno zio materno che lo fece studiare a Torino.
Nel 1746 il suo nome fu incluso fra quelli dei sessanta "patrizi coscritti" elencati nella Bolla Urbem Romam di Benedetto XIV. Da allora Francesco Camillo VII ebbe accesso spesso alle magistrature nel Capidoglio e nella corte pontificia. Nel 1765 sposò una ricca ereditiera, Barbara Savelli Palombara (1750-1826), che portò in dote fra l'altro Villa Palombara all'Esquilino. Nel 1769 fu nominato sopraintendente generale delle Poste pontificie, una carica vitalizia che procurava l'appalto dei servizi postali nello Stato della Chiesa e fu poi confermata a tutti i primogeniti Massimo fino al principe Leone (Camillo XII). Nel 1775 papa Pio VI lo privò di ogni incarico pubblico poiché Francesco aveva mostrato esultanza quando, durante il conclave, si era ritenuto che il cardinale Braschi, cioè il futuro Pio VI, non sarebbe potuto diventare papa; ma Francesco riuscì a tornare presto nelle grazie del pontefice e riebbe l'appalto del servizio postale.
Nel 1796 fu nominato colonnello della milizia civica; e l'anno successivo fece parte dello stato maggiore del generale Michelangelo Alessandro Colli-Marchini, lo sfortunato comandante dell'esercito pontificio contro le truppe francesi. Il 19 febbraio 1797 Francesco Massimo fece parte della delegazione diplomatica che, capeggiata dal cardinale Alessandro Mattei, aveva l'incarico di trattare la resa pontificia, sottoscritta poi col trattato di Tolentino (19 febbraio 1797), con François Cacault e Napoleone Bonaparte. Poco dopo (11 marzo 1797) fu nominato rappresentante diplomatico presso Napoleone. Massimo era ritenuto la persona più adatta a mediare tra la corte papale e la Francia in quanto era laico ed era ritenuto filo-francese perché, avendo studiato a Torino, conosceva bene la cultura francese. Probabilmente risale a questo periodo un noto aneddoto: a Bonaparte che gli aveva chiesto se era vero che i Massimo discendessero da Quinto Fabio Massimo, rispose che non si poteva esserne certi, ma che comunque nella sua famiglia quella diceria circolava da una dozzina di secoli.
Il 28 luglio 1797 presentò le credenziali di ambasciatore di Pio VI a Parigi; la sua principale attività diplomatica in Francia fu quella di negoziare il ristabilimento del culto cattolico in Francia. La missione cessò bruscamente quando a Parigi giunse notizia dell'uccisione a Roma del generale Léonard Duphot (28 dicembre 1797), e Massimo fu messo agli arresti domiciliari. Il 6 marzo 1798 fu liberato e poté rientrare a Roma dove nel frattempo era stata istituita la Repubblica Romana (1798-1799), a cui dovette quindi consegnare le carte diplomatiche. Durante l'effimera restaurazione seguita all'invasione di Roma dell'esercito napoletano che, al comando di von Mack, tentò di ristabilire l'autorità papale, Massimo entrò a far parte della reggenza provvisoria. Tuttavia la sconfitta di Mack a Civita Castellana comportò il ritorno a Roma dell'esercito francese (11 dicembre 1798): Massimo si rifugiò dapprima a Napoli e successivamente, quando venne instaurata la Repubblica Napoletana (1799), a Corfù. A Roma fu condannato a morte in contumacia (3 aprile 1799) e i suoi beni furono confiscati. Ritornò a Roma solo dopo la caduta della Repubblica Romana (27 settembre 1799) e riprese a far parte della suprema giunta di governo. Morì a Napoli ed è sepolto nella Chiesa di Santa Maria della Vittoria.

## Matrimonio e figli
Francesco Camillo VII sposò il 16 maggio 1765 a Roma la nobildonna Barbara Savelli Palombara, figlia di Massimiliano III Savelli Palombara, marchese di Pietraforte, e nipote di Massimiliano Savelli Palombara il celebre alchimista, a cui si deve la costruzione della Porta Magica, ancora visibile oggi nel giardino di Piazza Vittorio E.II a Roma e di Porzia Gabrielli. La coppia ebbe i seguenti figli:
- Carlo (n. 1766), ecclesiastico
- Maria Isabella (n. 1767)
- Massimiliano Camillo (n. 1770), V marchese di Roccasecca e I principe di Arsoli, sposò Cristina di Sassonia
- Carlo Emmanuele Filippo (n. 1775)
- Giulia (n. 1783), sposò in prime nozze il marchese Luigi Costaguti e in seconde nozze il nobile Francesco Bernini

È un lontano antenato di Gianni Agnelli.

## Ascendenza
|                                                                |                    |                                                | Genitori                     |  |  | Nonni |  |  | Bisnonni                                              |  |  | Trisnonni                            |  |
|                                                                |                    |                                                |                              |  |  |       |  |  | Fabrizio Camillo IV Massimo, I marchese di Roccasecca |  |  | Pietro Massimo, II signore di Arsoli |  |
|                                                                |                    |                                                |                              |  |  |       |  |  | Fabrizio Camillo IV Massimo, I marchese di Roccasecca |  |  | Pietro Massimo, II signore di Arsoli |  |
|                                                                |                    | Tuzia Massimo                                  |                              |  |  |       |  |  | Fabrizio Camillo IV Massimo, I marchese di Roccasecca |  |  |                                      |  |
| Giovanni Battista Camillo V Massimo, II marchese di Roccasecca |                    |                                                |                              |  |  |       |  |  | Fabrizio Camillo IV Massimo, I marchese di Roccasecca |  |  |                                      |  |
|                                                                |                    | Francesca Maddaleni Capodiferro                | Pompeo Maddaleni Capodiferro |  |  |       |  |  |                                                       |  |  |                                      |  |
|                                                                |                    | Francesca Maddaleni Capodiferro                | Pompeo Maddaleni Capodiferro |  |  |       |  |  |                                                       |  |  |                                      |  |
|                                                                |                    | Francesca Maddaleni Capodiferro                | …                            |  |  |       |  |  |                                                       |  |  |                                      |  |
| Filippo Camillo VI Massimo, III marchese di Roccasecca         |                    | Francesca Maddaleni Capodiferro                |                              |  |  |       |  |  |                                                       |  |  |                                      |  |
|                                                                |                    | Fabio Camillo Massimo                          | Giacomo Luigi Massimo        |  |  |       |  |  |                                                       |  |  |                                      |  |
|                                                                |                    | Fabio Camillo Massimo                          | Giacomo Luigi Massimo        |  |  |       |  |  |                                                       |  |  |                                      |  |
|                                                                |                    | Fabio Camillo Massimo                          | Giulia Serlupi               |  |  |       |  |  |                                                       |  |  |                                      |  |
| Giulia Massimo                                                 |                    | Fabio Camillo Massimo                          |                              |  |  |       |  |  |                                                       |  |  |                                      |  |
|                                                                |                    | Laura Ginnetti                                 | …                            |  |  |       |  |  |                                                       |  |  |                                      |  |
|                                                                |                    | Laura Ginnetti                                 | …                            |  |  |       |  |  |                                                       |  |  |                                      |  |
|                                                                |                    | Laura Ginnetti                                 | …                            |  |  |       |  |  |                                                       |  |  |                                      |  |
| Francesco Camillo VII Massimo, IV marchese di Roccasecca       |                    | Laura Ginnetti                                 |                              |  |  |       |  |  |                                                       |  |  |                                      |  |
|                                                                | Francesco Soderini | Antonfrancesco Soderini                        |                              |  |  |       |  |  |                                                       |  |  |                                      |  |
|                                                                | Francesco Soderini | Antonfrancesco Soderini                        |                              |  |  |       |  |  |                                                       |  |  |                                      |  |
|                                                                | Francesco Soderini | Laura Astalli                                  |                              |  |  |       |  |  |                                                       |  |  |                                      |  |
| Antonfrancesco Soderini                                        | Francesco Soderini |                                                |                              |  |  |       |  |  |                                                       |  |  |                                      |  |
|                                                                |                    | Costanza Ginori                                | Lorenzo Ginori               |  |  |       |  |  |                                                       |  |  |                                      |  |
|                                                                |                    | Costanza Ginori                                | Lorenzo Ginori               |  |  |       |  |  |                                                       |  |  |                                      |  |
|                                                                |                    | Costanza Ginori                                | …                            |  |  |       |  |  |                                                       |  |  |                                      |  |
| Isabella Fiammetta Soderini                                    |                    | Costanza Ginori                                |                              |  |  |       |  |  |                                                       |  |  |                                      |  |
|                                                                |                    | Pompeo Muti Papazzurri, marchese di Filacciano | Girolamo Muti Papazzurri     |  |  |       |  |  |                                                       |  |  |                                      |  |
|                                                                |                    | Pompeo Muti Papazzurri, marchese di Filacciano | Girolamo Muti Papazzurri     |  |  |       |  |  |                                                       |  |  |                                      |  |
|                                                                |                    | Pompeo Muti Papazzurri, marchese di Filacciano | Vittoria Virginia Ignazi     |  |  |       |  |  |                                                       |  |  |                                      |  |
| Vittoria Muti Papazzurri                                       |                    | Pompeo Muti Papazzurri, marchese di Filacciano |                              |  |  |       |  |  |                                                       |  |  |                                      |  |
|                                                                |                    | Maria Isabella Massimo                         | Mario Francesco Massimo      |  |  |       |  |  |                                                       |  |  |                                      |  |
|                                                                |                    | Maria Isabella Massimo                         | Mario Francesco Massimo      |  |  |       |  |  |                                                       |  |  |                                      |  |
|                                                                |                    | Maria Isabella Massimo                         | …                            |  |  |       |  |  |                                                       |  |  |                                      |  |
|                                                                |                    | Maria Isabella Massimo                         |                              |  |  |       |  |  |                                                       |  |  |                                      |  |